# Harrah (Oklahoma)
Harrah is een plaats (city) in de Amerikaanse staat Oklahoma, en valt bestuurlijk gezien onder Oklahoma County.

## Demografie
Bij de volkstelling in 2000 werd het aantal inwoners vastgesteld op 4719.
In 2006 is het aantal inwoners door het United States Census Bureau geschat op 4970, een stijging van 251 (5,3%).

## Geografie
Volgens het United States Census Bureau beslaat de plaats een oppervlakte van
30,7 km², geheel bestaande uit land. Harrah ligt op ongeveer 350 m boven zeeniveau.

## Plaatsen in de nabije omgeving
De onderstaande figuur toont nabijgelegen plaatsen in een straal van 20 km rond Harrah.